# Ludwik Kubasiewicz
Ludwik Franciszek Edward Kubasiewicz (ur. 19 sierpnia 1894 w Dobromilu, zm. wiosną 1940 w Charkowie) – major piechoty Wojska Polskiego, działacz niepodległościowy, kawaler Orderu Virtuti Militari, ofiara zbrodni katyńskiej.

## Życiorys
Urodził się 19 sierpnia 1894 roku w Dobromilu, ówczesnym mieście powiatowym Królestwa Galicji i Lodomerii, w rodzinie Leopolda i Marii z Andrusikiewiczów. Był starszym bratem Norberta, ps. „Norbert Jurkiewicz” (ur. 1897), żołnierza Legionów Polskich, odznaczonego Krzyżem Niepodległości.
Uczęszczał do szkoły powszechnej w Dobromilu i Husiatynie, a później do c. k. Gimnazjum II z językiem wykładowym polskim w Tarnopolu, w którym w 1914 roku zdał egzamin maturalny. W 1910 został członkiem Polskiego Towarzystwa Gimnastycznego „Sokół” w Tarnopolu.
W czasie I wojny światowej służył w Legionach w I Brygadzie Legionów Polskich. Walczył w szeregach 5 pułku piechoty. 5 lipca 1916 roku został ranny pod Polską Górą. Z pola walki wyniósł go plutonowy Stefan Dyrba. 20 sierpnia 1917 roku, po kryzysie przysięgowym, został wcielony do armii austriackiej i służył w niej do 31 października 1918 roku. 
Po odzyskaniu niepodległości wstąpił do Wojska Polskiego i został przydzielony do 5 pułku piechoty Legionów. W szeregach pułku walczył w wojnie polsko-bolszewickiej. Rozkazem Dowództwa 2 Armii z 3 września 1920 roku został odznaczony Orderem Virtuti Militari.
Po zakończeniu działań wojennych pozostał w wojsku i został zweryfikowany do stopnia kapitana ze starszeństwem z dniem 1 czerwca 1919 roku. Pozostał w macierzystym 5 pułku. Z dniem 26 lutego 1925 roku został przeniesiony do Korpusu Ochrony Pogranicza. Pełnił służbę w 20 batalionie granicznym. 18 lutego 1928 roku awansował na majora ze starszeństwem z dniem 1 stycznia 1928 roku i 118. lokatą w korpusie oficerów piechoty. W kwietniu tego roku został przeniesiony z KOP do 56 pułku piechoty w Krotoszynie na stanowisko dowódcy III baonu. W marcu 1931 został przeniesiony do 42 pułku piechoty w Białymstoku na stanowisko batalionu. W czerwcu 1933 został komendantem placu Osowiec. Z dniem 28 lutego 1938 roku został przeniesiony w stan spoczynku. Zamieszkał w Wilnie przy ul. Sołtańskiej 32. W czasie mobilizacji w 1939 roku został przydzielony do Okręgu Korpusu Nr I.
W czasie kampanii wrześniowej 1939 roku – po agresji ZSRR na Polskę – w nieznanych okolicznościach wzięty do niewoli sowieckiej i przewieziony do obozu w Starobielsku. Wiosną 1940 roku został zamordowany przez funkcjonariuszy NKWD w Charkowie i pogrzebany potajemnie w bezimiennej mogile zbiorowej w Piatichatkach, gdzie od 17 czerwca 2000 roku mieści się oficjalnie Cmentarz Ofiar Totalitaryzmu w Charkowie. Figuruje na Liście Starobielskiej NKWD, pod poz. 1689.
5 października 2007 roku minister obrony narodowej Aleksander Szczygło mianował go pośmiertnie na stopień podpułkownika. Awans został ogłoszony 9 listopada 2007 roku w Warszawie, w trakcie uroczystości „Katyń Pamiętamy – Uczcijmy Pamięć Bohaterów”.
Był żonaty, dzieci nie miał (stan na dzień 27 marca 1934).

## Ordery i odznaczenia
- Krzyż Srebrny Orderu Wojskowego Virtuti Militari nr 193[32][33]
- Krzyż Niepodległości – 16 marca 1937 „za pracę w dziele odzyskania niepodległości”[34][35][36][37]
- Krzyż Walecznych czterokrotnie[32][38]
- Złoty Krzyż Zasługi – 18 lutego 1939 „za zasługi na polu pracy społecznej”[39][40]
- Medal Pamiątkowy za Wojnę 1918–1921[24]
- Medal Dziesięciolecia Odzyskanej Niepodległości[24]